# 寬葉芭蕉螺
寬葉芭蕉螺（学名：Marchia triptera）为骨螺科長芭蕉螺屬下的一个种。